# 亚答街玄天上帝庙
亚答街玄天上帝庙，又称古晋上帝庙、亚答街上帝庙，当地潮州人称老爷宫（英語：Lau Ya Keng），是一座位于砂拉越古晋海唇街（旧称顺丰街）的百年古庙，也是古晋智能遗产中历史遗迹遗产的一部分，主祀玄天上帝。寺庙起初由义安郡司事管理，后由顺丰公司（今古晋潮州公会）管理。寺庙的北边是阳春台茶室，茶室里有一座名为“阳春台”的酬神戏台。

## 历史
相传亚答街玄天上帝庙在1844年以前就出现在顺丰街（今海唇街西段），后迁移至木扣街（今亚答街）。1863年，亚答街玄天上帝庙迁移至现址。1884年突如其来的大火导致寺庙被烧毁，后于1889年重建。1968年，寺庙进行大规模修葺，所供奉的神像全部都贴上金箔。2019年6月14日起寺庙进行为期两周的修复工作。

## 活动
- 玄天上帝圣驾巡游（每逢农历十二月初四举办，2019年列为砂拉越官方旅游项目[2]）
- 出花园成人礼